# Гьяччо, Оливия
Оливия Гьяччо (итал. Olivia Giaccio; род. 15 августа 2000, Маунт-Киско) — американская фристайлистка, специализирующаяся в могуле,

## Карьера
Первым официальным международным турниром для неё стал на чемпионат мира по фристайлу, проходивший в марте 2017 года, где она стала 15-й в соревнованиях в могуле и 17-й в параллельном могуле.
На ОИ-2022 в соревнованиях в дисциплине могул прошла в финал, где заняла итоговое шестое место.
На чемпионат мира по фристайлу 2023 года выступала в двух дисциплинах, при этом впервые в карьере на чемпионатах мира заняла место в первой десятке, став 9-й в параллельном могуле.